# 高河乡
高河乡是中国山东省济宁市金乡县下辖的一个乡。

## 行政区划
高河乡下辖高河村、赵阁村、马庄村、于楼村、西夹河滩村、韩庄村、东夹河滩村、周油坊村、周楼村、马河崖村、高河屯村、戴楼村、胡庄村、孟庄村、胡楼村、王大楼村、周大庙村、邵刘村、东苏楼村、皮庄村、郭洼村、魏楼村、郭七楼村、牛桥村、官庄村、大徐楼村、周庄村、后尚楼村、张黄村、常庄村、候李村。
]